# Joan Jaramillo
Joan Jaramillo (Cali, Colombia, 14 de abril de 1994) es un futbolista colombiano que juega de mediocampista en el MŠK Žilina de la Superliga de Eslovaquia.

## Clubes
| Club                  | País       | Año           | PJ | Goles |
| --------------------- | ---------- | ------------- | -- | ----- |
| Universitario Popayán | Colombia   | 2013          | 2  | 0     |
| Boyacá Chicó          | Colombia   | 2014          | 21 | 0     |
| FK Iskra Borčice      | Eslovaquia | 2015-2016     | 6  | 0     |
| MŠK Žilina            | Eslovaquia | 2016-2017     | 38 | 3     |
| FK Senica             | Eslovaquia | 2018-presente | 0  | 0     |